# هجوم جبل مغيلة
هجوم جبل مغيلة هو كمين نفذه متشددون تابعون لكتيبة غقبة بن نافع ضد قوات الجيش التونسي في جبل مغيلة من معتمدية جلمة وقع في 7 أبريل 2015 وخلف مقتل أربعة جنود وإصابة تسعة آخرين. ولاحقت قوات الجيش المنفذين وقصفت الموقع.

## تفاصيل العملية
هاجمت مجموعة مسلحة عددها بين 30 و35 فردا تابعة لكتيبة عقبة بن نافع التابعة لتنظيم القاعدة في بلاد المغرب الإسلامي قوات من الجيش التونسي تابعة لثكنة الهادي خفشة بسبيطلة بقذائف آر بي جي وقتلت منهم 4 جنود وجرح ستة آخرون. ووقع الكمين في منطقة عين زيان بسبيبة على مستوى جهة جبل مغيلة التي تقع في ولاية القصرين. بعد ذلك حدث مواجهات بين عناصر بين المهاجمين وعناصر من الجيش التونسي في منطقة تلة السوايسية بجبل مغيلة من معتمدية جلمة.